# Genetiska koden

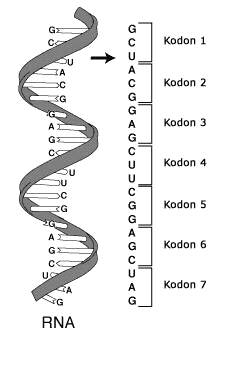
RNA-molekyl med kodon

Den genetiska koden beskriver hur en sekvens av nukleotid-baser i en DNA-molekyl eller RNA-molekyl skall översättas till en sekvens av aminosyror i ett protein. Nästan alla organismer använder samma översättningstabell vid tillverkningen av proteiner, och i de fall som avvikelser finns är dessa endast av mindre omfattning.
RNA-molekylen består av en kedja av nukleotider där varje nukleotid kan innehålla en av fyra stycken kvävebaser: adenin (A), guanin (G), cytosin (C) eller uracil (U). I DNA förekommer istället för uracil den snarlika basen tymin (T).
I en sekvens av nukleotider motsvarar en viss följd av tre baser en viss aminosyra. En sådan följd av tre baser kallas för ett kodon. Det finns alltså 43=64 stycken olika sådana kodon som vart och ett motsvarar en specifik aminosyra. Som exempel motsvarar sekvensen CCG aminosyran prolin (Pro). Några kodon är reserverade som markörer för start och slut på en gen, se tabellen nedan.
Denna översättning från kodon till aminosyra är ett av de senare stegen i proteinsyntesen. I det första steget, transkriptionen, kopieras en gens sekvens av nukleotider i en DNA-molekyl till en motsvarande sekvens i en RNA-molekyl (mRNA). I det andra steget transporteras denna mRNA-molekyl från cellkärnan till ribosomerna i cellen där proteintillverkningen ska äga rum. I det sista steget, i ribosomen, paras varje kodon i mRNA-molekylen ihop med en viss version av en tRNA-molekyl (antikodon) till vilken det bundits en aminosyre-molekyl av rätt sort.

## Tabell 1: kodon-tabell
I ribosomen binds de utvalda aminosyrorna ihop i rätt ordning till det protein som genens DNA-sekvens beskrivit.
|       |   | Bas 2                                                                |                                                 |                                                                       |                                                 |
| U     | C | A                                                                    | G                                               |                                                                       |                                                 |
| Bas 1 | U | UUU Fenylalanin UUC Fenylalanin UUA Leucin UUG Leucin, Start         | UCU Serin UCC Serin UCA Serin UCG Serin         | UAU Tyrosin UAC Tyrosin UAA Stop UAG Stop                             | UGU Cystein UGC Cystein UGA Stop UGG Tryptofan  |
| Bas 1 | C | CUU Leucin CUC Leucin CUA Leucin CUG Leucin, Start                   | CCU Prolin CCC Prolin CCA Prolin CCG Prolin     | CAU Histidin CAC Histidin CAA Glutamin CAG Glutamin                   | CGU Arginin CGC Arginin CGA Arginin CGG Arginin |
| Bas 1 | A | AUU Isoleucin Start2 AUC Isoleucin AUA Isoleucin AUG Metionin Start1 | ACU Treonin ACC Treonin ACA Treonin ACG Treonin | AAU Asparagin AAC Asparagin AAA Lysin AAG Lysin                       | AGU Serin AGC Serin AGA Arginin AGG Arginin     |
| Bas 1 | G | GUU Valin GUC Valin GUA Valin GUG Valin Start2                       | GCU Alanin GCC Alanin GCA Alanin GCG Alanin     | GAU Asparaginsyra GAC Asparaginsyra GAA Glutaminsyra GAG Glutaminsyra | GGU Glycin GGC Glycin GGA Glycin GGG Glycin     |

1Kodon AUG anger både aminosyran metionin och fungerar som startsekvens: Den första AUG-sekvensen i en mRNA initierar proteintillverkningen.

2AUU och GUG är startkodon bara hos prokaryoter.

## Tabell 2: Omvänd kodon-tabell
| Alanin        | GCU, GCC, GCA, GCG           | Leucin      | UUA, UUG, CUU, CUC, CUA, CUG |
| Arginin       | CGU, CGC, CGA, CGG, AGA, AGG | Lysin       | AAA, AAG                     |
| Asparagin     | AAU, AAC                     | Metionin    | AUG                          |
| Asparaginsyra | GAU, GAC                     | Fenylalanin | UUU, UUC                     |
| Cystein       | UGU, UGC                     | Prolin      | CCU, CCC, CCA, CCG           |
| Glutamin      | CAA, CAG                     | Serin       | UCU, UCC, UCA, UCG, AGU, AGC |
| Glutaminsyra  | GAA, GAG                     | Treonin     | ACU, ACC, ACA, ACG           |
| Glycin        | GGU, GGC, GGA, GGG           | Tryptofan   | UGG                          |
| Histidin      | CAU, CAC                     | Tyrosin     | UAU, UAC                     |
| Isoleucin     | AUU, AUC, AUA                | Valin       | GUU, GUC, GUA, GUG           |
| START         | AUG, GUG                     | STOP        | UAG, UGA, UAA                |

## Koden finns i aminoacyl-tRNA-syntetas och tRNA
Aminoacyl-tRNA-syntetas är ett enzym som fäster en viss aminosyra vid en viss tRNA. Det finns en aminoacyl-tRNA-syntetas för varje tRNA och tillräckligt många tRNA för att särskilja de kodon som ska resultera i olika aminosyror. Aminoacyl-tRNA-syntetas matchar aminosyra till tRNA och tRNA matchar till kodon i mRNA. Därigenom matchas varje aminosyra endast till vissa kodon. 
En viss tRNA kan matcha flera kodon, men inget kodon kan matcha flera tRNA. Därför kommer varje aminosyra till sin rätta position i polypeptiden, enligt den mRNA som translateras. Själva tRNA-molekylerna tillverkas genom transkription från DNA i cellkärnan. 
Det finns ofta exakt en aminoacyl-tRNA-syntetas för varje aminosyra, trots att det kan finnas mer än en tRNA, mer än ett antikodon, som hör till samma aminosyra. Identifierandet av tRNA, specificiteten hos aminoacyl-tRNA-synthetas, beror inte endast av antikodon-delen av tRNA. Aminoacyl-tRNA-synthetas är också känsligt för andra delar av tRNA, till exempel den del som ska binda till aminosyran. 
Reaktion: 
1. aminosyra + ATP → aminoacyl-AMP + PPi
2. aminoacyl-AMP + tRNA → aminoacyl-tRNA + AMP

Den genetiska koden finns alltså själv lagrad i DNA-molekylerna, dels som nukleotid-sekvenser som transkriberas till tRNA, och dels som gener för de aminocyl-tRNA-synthetas-enzymer som kopplar ihop tRNA med rätt aminosyra.

## Kodens ursprung och variation
Denna genetiska standardkod används av nästan alla organismer och verkar ha överlevt utan egentliga förändringar sedan innan livet delades upp i de tre stora avdelningarna arkéer, eubakterier och eukaryoter för miljarder år sedan. Trots detta betraktades den länge som godtycklig och dess stabilitet enbart som en följd av dess betydelse för de mest fundamentala biologiska processerna. 
Närmare analyser har dock visat att den är mycket väl anpassad för att minimera konsekvenserna av slumpmässiga förändringar i basföljderna: Felöversättningar från kodon till aminosyra är vanligare för den tredje basen i en bas-trippel, och förekomsten av grupper där alla kodoner som endast skiljer sig i sista basen översätts till samma aminosyra gör att misstag i den positionen ofta inte får några konsekvenser. Likaså tenderar aminosyror som har liknande kemiska egenskaper med avseende på hydrofili och hydrofobi, att skilja sig mindre åt kodmässigt än de som är mer olika, vilket ökar sannolikheten för att en förändrad aminosyra inte förstör funktionen i det protein det ingår i. Och aminosyror som är vanliga har i genomsnitt fler kodoner än sådana som är ovanliga, vilket också minskar sannolikheten för ödesdigra konsekvenser av en mutation.
Ett antal varianter på den genetiska standardkoden är dock kända, exempelvis:
- Mitokondrier, cellernas "energiproducenter" som har sin egen uppsättning gener, har i många fall utvecklat egna kodvarianter. Exempelvis översätts 4 av de 6 kodoner som normalt motsvarar leucin istället till treonin i mitokondrierna hos vanlig bakjäst.
- Hos vissa arter av jästsvamp-släktet Candida tolkas CUG till serin istället för leucin.
- Hos vissa ciliater och grönalger översätts stopp-kodonet UAG, och ofta också UAA, till glutamin. I vissa arkéer och eubakterier förekommer också att stopp-kodonerna översätts till andra udda aminosyror än de normala 20 - UGA kan översättas till selenocystein och UAG till pyrrolysin.

Totalt är drygt 15 varianter av detta slag kända.

## Lösandet av den genetiska koden
Efter att DNA-molekylens kemiska struktur upptäckts av Francis Crick, James Watson, Maurice Wilkins och Rosalind Franklin i början av 1950-talet startade arbetet med att utröna hur denna kunde styra syntesen av proteiner och aminosyre-sekvensen i dessa.
George Gamow framlade tesen att någon form av tre-ställig kod krävdes, eftersom två nukleotider bara ger 42 = 16 kombinationer, vilket inte räcker för att representera de 20 olika former av aminosyror som utgör byggstenarna i proteiner. 
Crick och Sydney Brenner demonstrerade 1961 riktigheten i denna tes genom experiment där man stoppade in en, två eller flera nukleotid-liknande molekyler i en gen och därmed förstörde dess förmåga att generera protein när antalet instoppade molekyler inte var ett multipel av 3.
Det var i början oklart hur den information som finns lagrad i DNA styr produktionen av protein, men 1960 visade Marshall W. Nirenberg och Heinrich Matthaei vid National Institutes of Health att DNA ensamt inte kan generera protein, utan att det är RNA som mer direkt styr proteinsyntesen och förmedlar den information som finns lagrad i DNA. 1961 upptäckte de att en poly-uracil RNA-sekvens (som alltså bara innehåller nukleotiden uracil) ger upphov till en polypeptid bestående av enbart aminosyran fenylalanin och drog därmed slutsatsen att kodonet "UUU" motsvarar denna aminosyra. Genom andra liknande experiment kunde Nirenberg och hans medarbetetare de följande åren, för de flesta aminosyrorna, kartlägga vilka nukleotider som deras kodon bestod av men till en början inte den exakta sekvensen. Efter ytterligare arbete av Nirenberg, Har Gobind Khorana vid University of Wisconsin-Madison och Robert W. Holley vid Cornell University, hade man slutligen 1966 fastställt funktionen för alla 64 kodonen. 
Holley och hans medarbetare hade också samtidigt kartlagt den exakta uppbyggnaden av tRNA.  

Holley, Khorana och Nirenberg delade 1968 Nobelpriset i medicin för sina insatser.

## Fotnoter
1. ↑  http://www.biotopics.co.uk/JmolApplet/projdisplayhalos.html